# Ilse Heß
Ilse Heß (pisownia alternatywna: Hess; ur. 22 czerwca 1900 w Hanowerze jako Ilse Pröhl, zm. 7 września 1995 w Lilienthal), żona nazistowskiego polityka Rudolfa Heßa.

## Dzieciństwo i rodzice
Ilse Pröhl urodziła się w konserwatywnej hanowerskiej rodzinie bardzo bogatego lekarza, chirurga dr. Fredericka Pröhla i jego żony Elsy. Miała dwie siostry, Inge i Irmgard. Ojciec zginął w czasie puczu Kappa, gdy miała dwadzieścia lat. Matka następnie poślubiła portrecistę malarza Carla Horna dyrektora Akademii Sztuk Pięknych w Bremie.